# Saprinus punctulatus
Saprinus punctulatus är en skalbaggsart som först beskrevs av Olivier 1789.  Saprinus punctulatus ingår i släktet Saprinus och familjen stumpbaggar. Inga underarter finns listade i Catalogue of Life.